# Буји (Марна)
Буји (фр. Bouilly) насеље је и општина у североисточној Француској у региону Шампањ-Арден, у департману Марна која припада префектури Ремс.
По подацима из 2011. године у општини је живело 173 становника, а густина насељености је износила 30,67 становника/km². Општина се простире на површини од 5,64 km². Налази се на средњој надморској висини од 157 метара.

## Демографија
| 1962. | 1968. | 1975. | 1982. | 1990. | 1999. | 2011. |
| ----- | ----- | ----- | ----- | ----- | ----- | ----- |
| 78    | 80    | 128   | 158   | 166   | 152   | 173   |

График промене броја становника у току последњих година